# Críticas à escolarização
Ativismo antiescolar, ou reforma educacional radical, descreve posições que criticam a escola como instituição de aprendizado e/ou as leis de escolaridade obrigatória; ou várias tentativas e abordagens pra mudar radicalmente o sistema escolar. Pessoas desse movimento geralmente defendem alternativas ao sistema escolar tradicional, educação fora da escola, a ausência total do conceito de escolaridade ou o direito das pessoas escolherem como, onde e com quem serão educadas. Essas atitudes questionam o ambiente e a atmosfera de aprendizado das escolas e se opõem ao monopólio educacional delas e às práticas convencionais de escolarização por motivos como:
- o uso da escolaridade obrigatória como ferramenta de assimilação;
- a crença de que um sistema de aprendizado muito estruturado e predeterminado pode prejudicar as crianças, incentivando certos temperamentos e inibindo outros[1]
- a ideia relacionada de que o ambiente escolar atrapalha o aprendizado, em vez de estimular a curiosidade natural, por meio de pressões externas, como notas e deveres de casa;[2]
- a visão de que a escola determina exatamente o que os alunos devem fazer, como, quando, onde e com quem, o que reprimira a criatividade,[3]
- e/ou a convicção de que a escolaridade é usada como forma de controle político ou governamental pra impor certas ideologias na população.[4]

Outro argumento bem comum dos ativistas antiescolaridade é que a escola não prepara as crianças pra vida fora dela, e que muitos professores não têm uma visão neutra do mundo, já que passaram a maior parte de suas vidas apenas em instituições acadêmicas.
Outros criticam o contato forçado na escola e acham que ela faz as crianças passarem a fase mais importante do seu desenvolvimento dentro de um prédio, isoladas da sociedade, só com outras crianças da mesma idade, sentadas e obrigadas a obedecer ordens de uma figura de autoridade por várias horas por dia, enquanto quase tudo o que fazem é avaliado, o que seria uma experiência desumanizante.
Alguns também podem sentir uma forte rejeição à escola com base em experiências pessoais ou questionar a eficiência e sustentabilidade do aprendizado escolar, considerando que a escolaridade obrigatória é uma interferência inaceitável nos direitos e liberdades de pais e filhos. Eles acreditam que as escolas, como meio de transmissão de conhecimento, já não são necessárias e estão ficando cada vez mais obsoletas em tempos de acesso rápido à informação, como pela internet. Por isso, geralmente defendem que a educação obrigatória por meio de escolas online focadas em aprendizado baseado em evidências ou o autodidatismo faz mais sentido do que as escolas físicas tradicionais organizadas por turmas.

## Argumentos

### O ensino como controle político/governamental
Um método de ensino não curricular e não instrucional foi proposto por Neil Postman e Charles Weingartner no livro Teaching as a Subversive Activity. Na educação investigativa, os alunos são incentivados a fazer perguntas que tenham significado pra eles e que não tenham respostas simples; os professores são orientados a evitar dar respostas prontas.
Murray N. Rothbard argumenta que a história da luta pela escolaridade obrigatória não vem de altruísmo, mas do desejo de moldar a população conforme os interesses das forças dominantes na sociedade.
John Caldwell Holt defende que os jovens deveriam ter o direito de controlar e direcionar seu próprio aprendizado, e que o sistema atual de ensino obrigatório viola um direito humano fundamental: decidir o que entra em nossas mentes. Ele vê a liberdade de aprendizado como parte da liberdade de pensamento, um direito ainda mais essencial que a liberdade de expressão. Holt argumenta que a escolaridade forçada, independentemente de o aluno estar aprendendo ou se poderia aprender melhor em outro lugar e de outras formas, é uma grave violação das liberdades civis.
Nathaniel Branden sustenta que o governo não deveria ter o poder de tirar crianças de suas casas à força, com ou sem consentimento dos pais, e submetê-las a um treinamento educacional que os pais podem ou não aprovar. Ele também argumenta que os cidadãos não deveriam ter suas riquezas confiscadas pra sustentar um sistema educacional que podem ou não apoiar, nem pra pagar pela educação de crianças que não são suas. Branden defende que isso vale pra qualquer um que entenda e seja comprometido com os princípios dos direitos individuais. Ele aponta que o baixo nível de educação na América é o resultado previsível de um sistema escolar controlado pelo Estado, e que a solução é trazer a educação pro mercado.

### A corrupção das crianças – Rousseau
Jean-Jacques Rousseau, no livro Emílio: ou Sobre a Educação (publicado em 1762), escreveu que todas as crianças são organismos perfeitamente projetados, prontos pra aprender com o ambiente pra se tornarem adultos virtuosos, mas que a influência maligna de uma sociedade corrupta muitas vezes impede isso. Ele propôs um método educacional que consistia em isolar a criança da sociedade — por exemplo, levando-a pra uma casa de campo — e condicioná-la por meio de mudanças no ambiente, armadilhas e quebra-cabeças pra ela resolver ou superar.
Rousseau foi incomum ao reconhecer e abordar o problema da legitimação do ensino. Ele defendia que os adultos fossem sempre sinceros com as crianças e admitissem que a base de sua autoridade no ensino era a coerção física: "Sou maior do que você". Quando as crianças atingissem a idade da razão, por volta dos 12 anos, elas se engajariam como indivíduos livres no processo contínuo de sua própria responsabilidade.

### Classificação – Illich
Em Deschooling Society, Ivan Illich defende o fim das escolas. Ele argumenta que a escolaridade confunde ensino com aprendizado, notas com educação, diplomas com competência, frequência com desempenho e, acima de tudo, processo com substância. Segundo ele, as escolas não valorizam conquistas reais, apenas processos. Elas reprimem a vontade e a capacidade de autoaprendizagem, levando à impotência psicológica. Illich afirma que a escolaridade forçada distorce a inclinação natural das pessoas de crescer e aprender, substituindo-a pela demanda por instrução. Além disso, o modelo atual de educação, cheio de credenciais, desvaloriza o indivíduo autodidata. A educação institucionalizada tenta quantificar o inquantificável: o crescimento humano.

### Efeitos na cultura e economia local
Em alguns casos, a escolaridade foi usada como ferramenta de assimilação, intencionalmente ou não, pra mudar a cultura e a economia local pra outra forma. Críticos desse efeito argumentam que preservar uma cultura é um direito humano e que a educação pode violar esse direito. A escolaridade forçada foi usada pra assimilar à força povos nativos americanos nos Estados Unidos e no Canadá, o que alguns consideram um genocídio cultural. Muitos psicólogos acreditam que a assimilação forçada de culturas nativas contribuiu pra suas altas taxas de suicídio e pobreza. A educação ocidental promove modos de sobrevivência e sistemas econômicos ocidentais, que podem ser piores e mais pobres do que os sistemas já existentes em uma cultura local.

### Estresse e depressão relacionados à escola
A escolaridade pode ser uma fonte de estresse e depressão, com impactos de longo prazo na saúde e transtornos mentais. O bullying escolar pode causar depressão e danos emocionais duradouros. AA pressão acadêmica, tanto social quanto familiar, e a rigidez da escolaridade também podem levar a estresse, depressão e até suicídio, sendo apontados como causas das altas taxas de suicídio entre os adolescentes sul-coreanos. O tédio geral da escola também pode causar estresse, e o baixo desempenho acadêmico pode levar à baixa autoestima. O estresse acadêmico também afeta as famílias dos alunos.

### Ineficaz ou contrário ao seu propósito
Os objetivos declarados da educação obrigatória no estilo ocidental incluem preparar os alunos para o mercado de trabalho, ensinar habilidades úteis e promover contribuições econômicas ou científicas para a sociedade. Críticos argumentam que a escolaridade é ineficaz para esses fins. Em muitos países, as escolas não acompanham as competências exigidas pelo mercado ou nunca ensinaram habilidades relevantes. Estudantes frequentemente se sentem despreparados para a faculdade, e mais escolaridade não está necessariamente ligada a maior crescimento economico. Modelos alternativos, como o Sudbury, mostram-se suficientes para objetivos como a aceitação em faculdades.
Em vez de combater a pobreza e o crime, para muitos, a escola tem o efeito oposto, perpetuando pobreza e divisões de classe. Em várias escolas, alunos são expostos a gangues, drogas e crime. O sistema de ligação entre escola e prisão transforma crianças em criminosas por meio de punições excessivamente severas. Leis contra o absentismo escolar também impactam negativamente alunos e pais.

### Métodos de aprendizagem
Para muitos críticos, a memorização e reprodução de fórmulas, fatos e conhecimentos, comum nas escolas, é obsoleta em tempos de acesso rápido à informação pela internet. ssa prática não demonstra inteligência nem é uma habilidade útil no mundo atual. Além disso, a falta de interesse dos alunos e a pressão por tempo resultam em uma "aprendizagem bulímica", onde o aprendizado se torna um fim em si mesmo. A capacidade de identificar problemas de forma independente, desenvolver soluções e compreender profundamente os conceitos é prejudicada, pois o foco está na reprodução de fatos para exames, sem necessidade de entender os conceitos subjacentes.